# Comuna de Kobylin
Kobylin (polaco: Gmina Kobylin) é uma gminy (comuna) na Polónia, na voivodia de Grande Polónia e no condado de Krotoszyński. A sede do condado é a cidade de Kobylin.
De acordo com os censos de 2004, a comuna tem 8022 habitantes, com uma densidade 71,4 hab/km².

## Área
Estende-se por uma área de 112,37 km², incluindo:
- área agricola: 80%
- área florestal: 11%

## Demografia
Dados de 30 de Junho 2004:
|                      | Total   | Total | Mulheres | Mulheres | Homens  | Homens |
| -------------------- | ------- | ----- | -------- | -------- | ------- | ------ |
|                      | pessoas | %     | pessoas  | %        | pessoas | %      |
| População            | 8022    | 100   | 4016     | 50,1     | 4006    | 49,9   |
| Densidade (pop./km²) | 71,4    | 100   | 35,7     | 35,7     | 35,7    | 35,7   |

De acordo com dados de 2002, o rendimento médio per capita ascendia a 1325,83 zł.

## Subdivisões
- Berdychów, Długołęka, Fijałów, Górka, Kuklinów, Łagiewniki, Nepomucenów, Raszewy, Rębiechów, Rojew, Rzemiechów, Smolice, Sroki, Starkowiec, Starygród, Stary Kobylin, Wyganów, Zalesie Małe, Zalesie Wielkie, Zdziętawy.

## Comunas vizinhas
- Jutrosin, Koźmin Wielkopolski, Krotoszyn, Pępowo, Pogorzela, Zduny